# Acquacobalamina reduttasi (NADPH)
La acquacobalamina reduttasi (NADPH) è un enzima appartenente alla classe delle ossidoreduttasi, che catalizza la seguente reazione:
2 cob(II)alamina + NADP+ ⇄ 2 acquacob(III)alamina + NADPH + H+
L'enzima è una flavoproteina, che agisce sulla cob(III)alamina, sulla idrossicobalamina, ma non sulla cianocobalamina.